# 600ステーションABC
『600ステーションABC』（ろくまるまるステーションエービーシー）は、朝日放送テレビ（ABCテレビ）にて1989年10月2日から1991年3月29日まで放送された平日夕方の関西ローカルワイドニュース番組である（=600ステーションの関西ローカルパート）。

## 概要
- 2年間で放送した『NEWS WAVE ABC』の後続番組としてスタート。
- テレビ朝日発全国ニュースが『600ステーション ANN → ANN 600ステーション』から『ANN STATION EYE』に移行すると同時にローカルニュース部は内容はほぼそのままに『ABC News Report』へ改題、スポンサーセールス上でも全国ニュースから切り離された。
- 1990年10月6日から1993年3月28日まで週末のみ『ANN 530ステーションABC』（ANN 530ステーションの関西ローカルパート）という番組タイトルで放送された。

## 放送時間
| 期間      | 期間      | 放送時間（JST）               | 放送時間（JST）              |
| 期間      | 期間      | 600ステーションABC            | 530ステーションABC           |
| --------- | --------- | ----------------------------- | ---------------------------- |
| 1989.10.2 | 1990.9.28 | 月曜日 - 金曜日 18:00 - 18:55 | （放送なし）                 |
| 1990.10.1 | 1991.3.31 | 月曜日 - 金曜日 18:00 - 18:55 | 土曜日・日曜日 17:30 - 18:00 |
| 1991.4.6  | 1993.3.28 | （放送終了）                  | 土曜日・日曜日 17:30 - 18:00 |

## ニュースキャスター
- 乾龍介
- 青木邦江

### 補足
- 乾は後番組「ABC News Report」も続投。